# Сульс-О-Рен
Сульс-О-Ре́н, также Сультс-О-Ре́н, Сульц-О-Ре́н, Сульс, Сультс, Сульц (фр. Soultz-Haut-Rhin, Soultz, эльз. Sulz) — коммуна на северо-востоке Франции в регионе Гранд-Эст (бывший Эльзас — Шампань — Арденны — Лотарингия), департамент Верхний Рейн, округ Тан-Гебвиллер, кантон Гебвиллер. До марта 2015 года коммуна являлась административным центром одноимённого упразднённого кантона (округ Гебвиллер).
Площадь коммуны — 29,56 км², население — 7072 человека (2006) с тенденцией к росту: 7210 человек (2012), плотность населения — 243,9 чел/км².

## История
Первое упоминание о Сульсе (Sulza — «солёный источник») встречается в 667 году в дарственной герцога Эльзаса Адальриха (отца святой Одилии Эльзасской), передающей местные земли во владение Эберсмюнтерского женского монастыря.

## Население
Численность населения коммуны в 2011 году составляла 7238 человек, а в 2012 году — 7210 человек.
| 1962 | 1968 | 1975 | 1982 | 1990 | 1999 | 2006 | 2007 | 2008 | 2011 | 2012 |
| ---- | ---- | ---- | ---- | ---- | ---- | ---- | ---- | ---- | ---- | ---- |
| 4750 | 4910 | 5689 | 5696 | 5867 | 6640 | 7072 | 7131 | 7273 | 7238 | 7210 |

Динамика населения:

## Экономика
В 2010 году из 4725 человек трудоспособного возраста (от 15 до 64 лет) 3580 были экономически активными, 1145 — неактивными (показатель активности 75,8 %, в 1999 году — 71,1 %). Из 3580 активных трудоспособных жителей работали 3132 человека (1620 мужчин и 1512 женщин), 448 числились безработными (234 мужчины и 214 женщин). Среди 1145 трудоспособных неактивных граждан 403 были учениками либо студентами, 361 — пенсионерами, а ещё 381 — были неактивны в силу других причин.
На протяжении 2011 года в коммуне числилось 2925 облагаемых налогом домохозяйств, в которых проживало 7181,5 человек. При этом медиана доходов составила 20 022 евро на одного налогоплательщика.

## Известные жители

### Родились в Сульсе
- Франсуа Бернар Шармуа (1793—1869) — французский востоковед.
- Эльяким Кармоли (1802—1875) — раввин, исследователь жизни евреев Эльзаса в XIX веке.
- Пьер Вийон[фр.] (настоящее имя Пьер Гинсбургер; 1901—1980) — член французской коммунистической партии, участник движения Сопротивления.
- Катя Краффт[англ.] (1942—1991) — вулканолог (погибла в Японии при извержении вулкана Унзен).
- Бернар Женгини (род. 1953) — французский футболист, тренер.

### Умерли в Сульсе
- Жорж Шарль Дантес (1812—1895) — смертельно ранил во время дуэли А. С. Пушкина. В 1850-е годы был мэром Сульса, главная улица города носит его имя.
- Екатерина Гончарова (1809—1843) — свояченица А. С. Пушкина, сестра Натальи Гончаровой, жена Ж. Ш. Дантеса.

## Достопримечательности
- Церковь Святого Маврикия (1270—1489)
- Исторический музей (в помещении Шато Бюкенек)
- Надгробие Екатерины Гончаровой, баронессы Геккерн — жены Жоржа Дантеса
- Музей игрушек

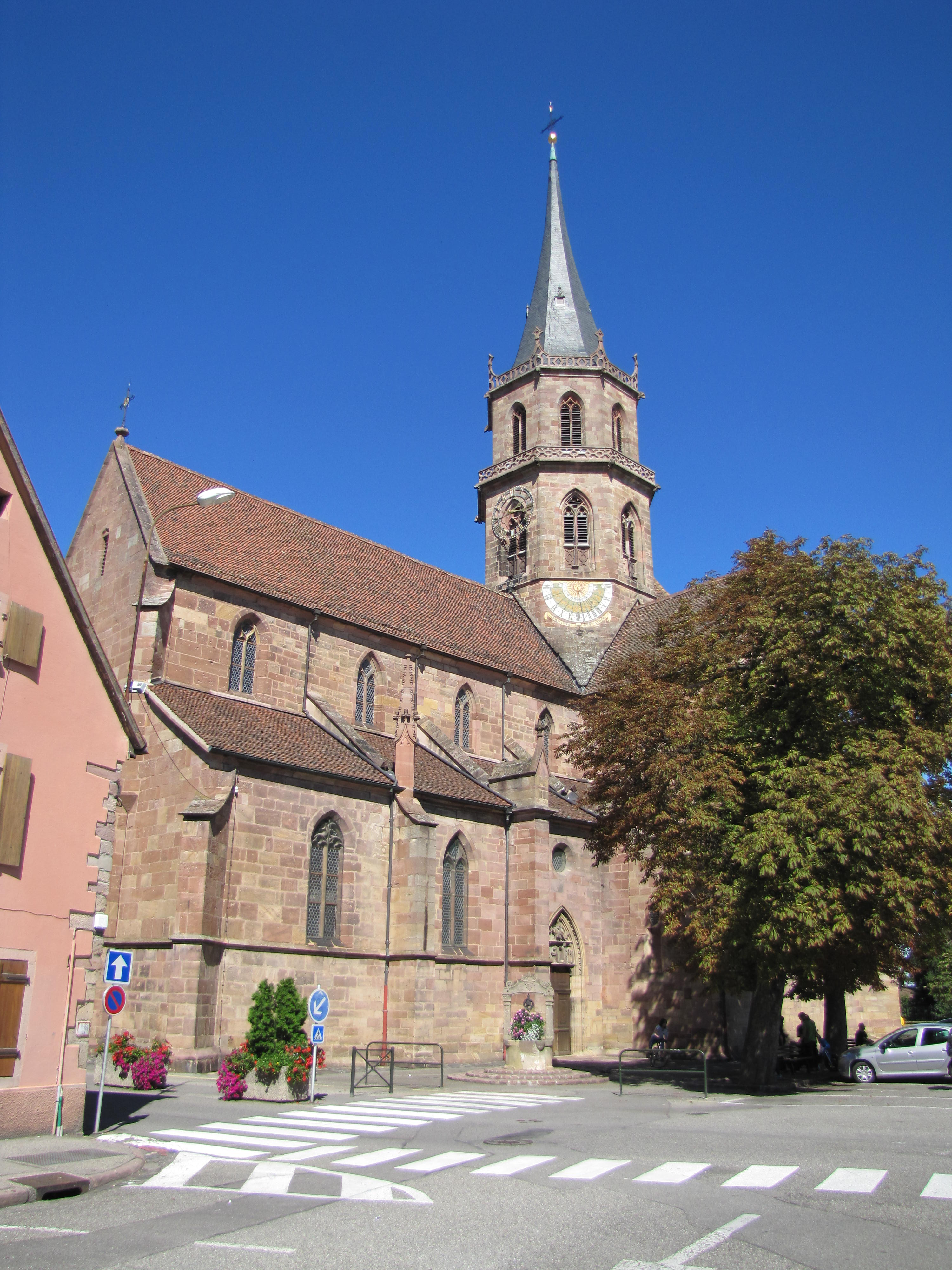
Церковь Святого Маврикия
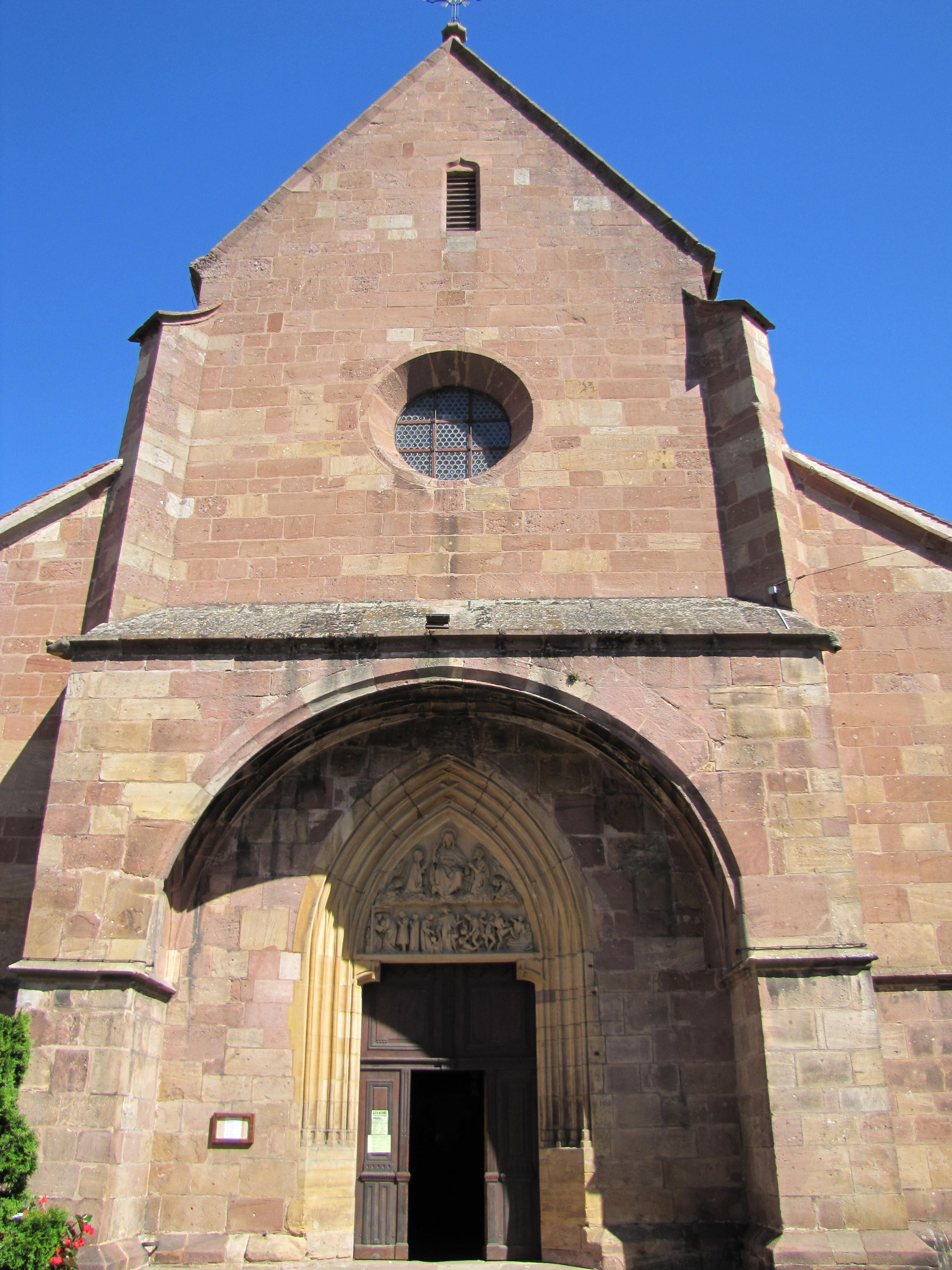
Фасад
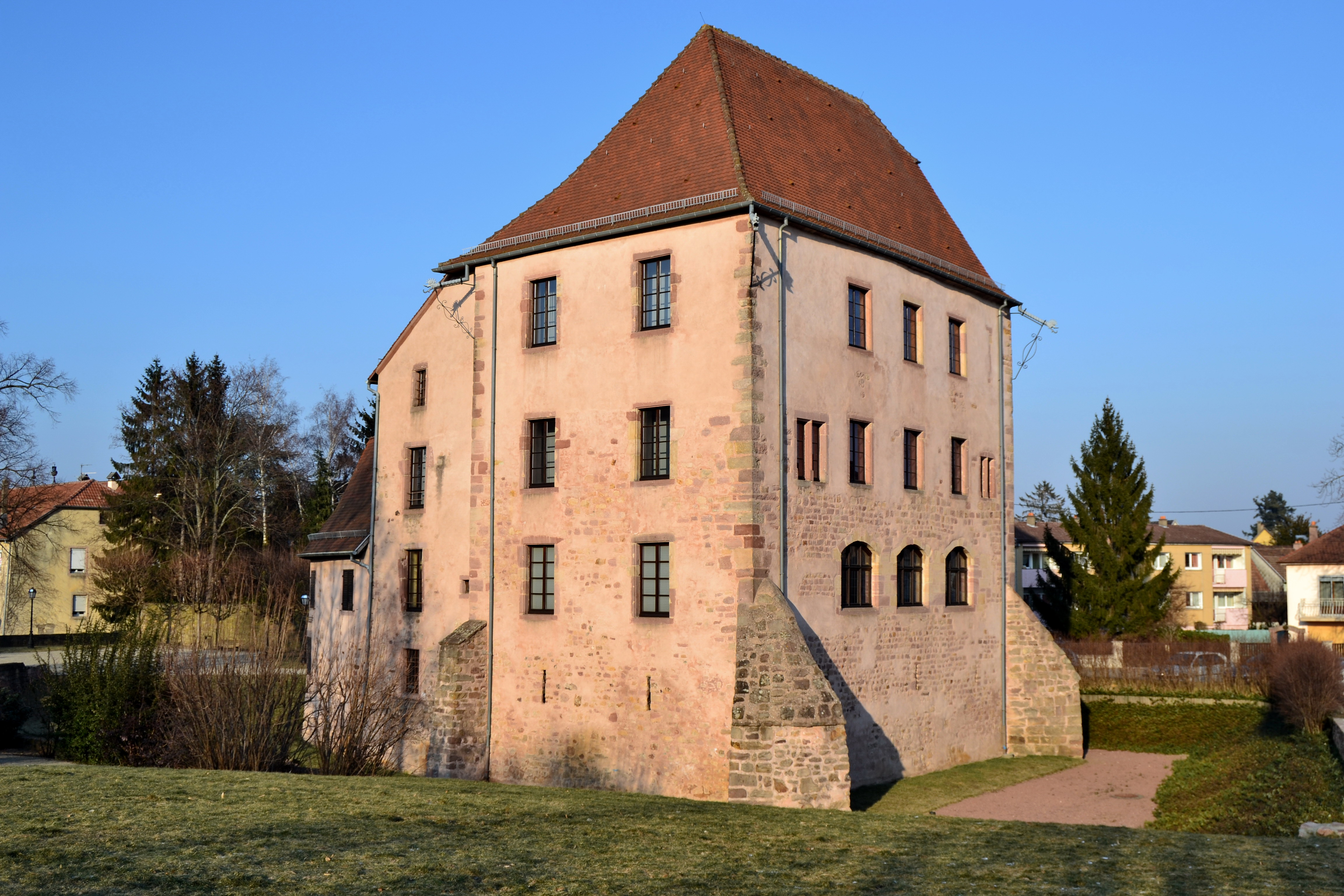
Шато де Бюкенек
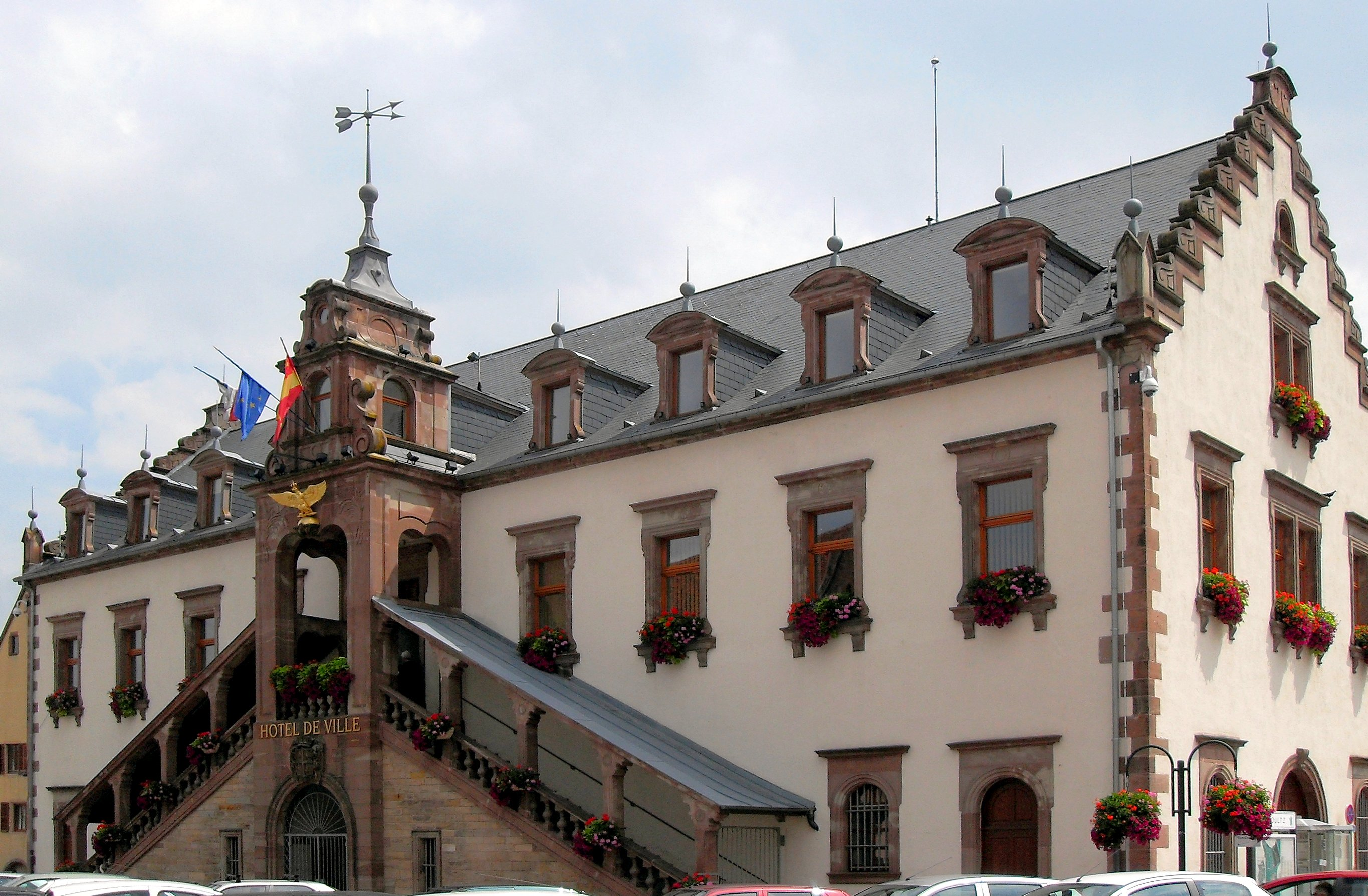
Мэрия
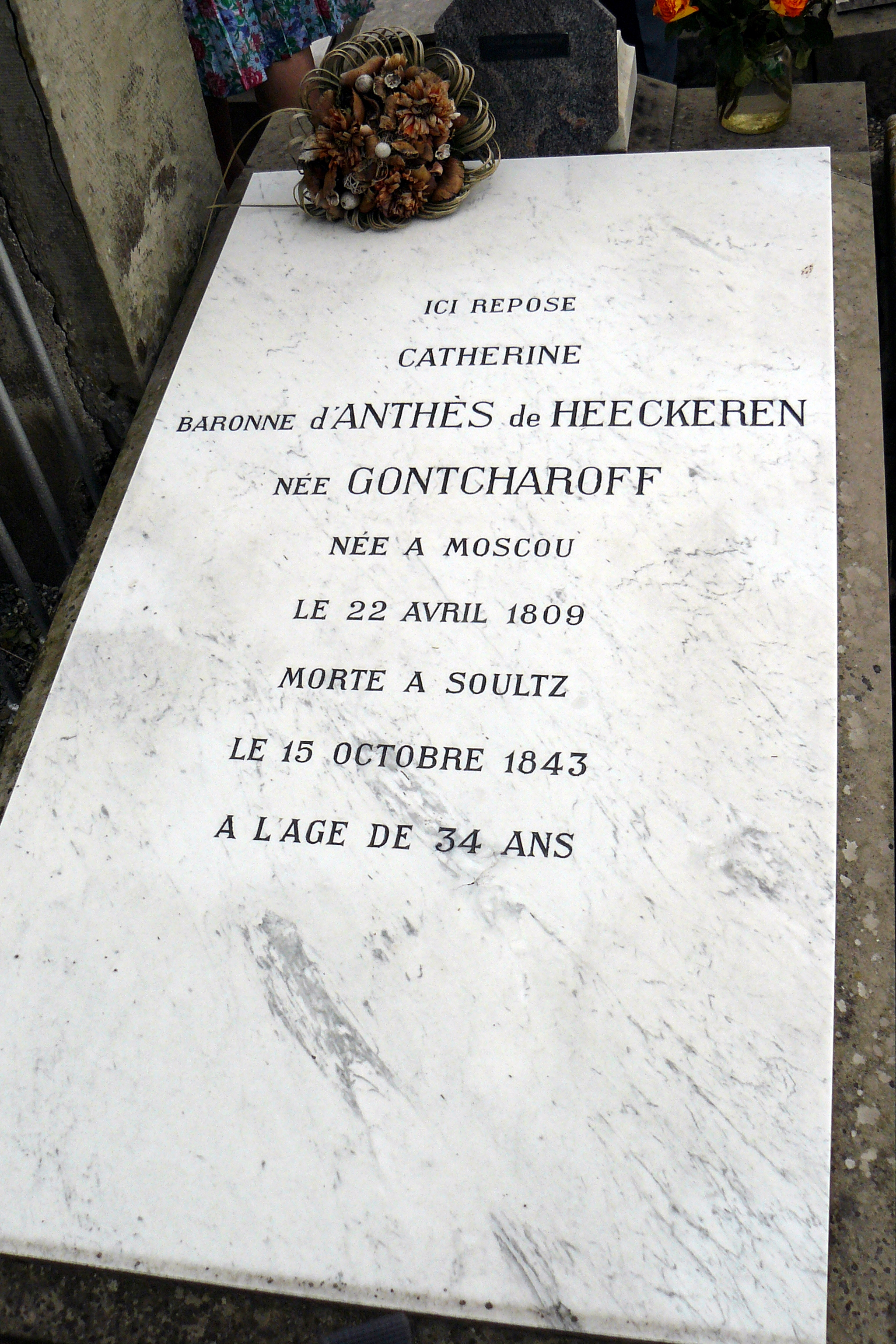
Надгробие баронессы Геккерн